# Рьян (Вар)
Рьян (фр. Rians) — коммуна на юго-востоке Франции в регионе Прованс — Альпы — Лазурный берег, департамент Вар, округ Бриньоль, кантон Сен-Максимен-ла-Сент-Бом.
Площадь коммуны — 96,87 км², население — 4194 человека (2006) с выраженной тенденцией к росту: 4345 человек (2012), плотность населения — 45,0 чел/км².

## Население
Население коммуны в 2011 году составляло — 4253 человека, а в 2012 году — 4345 человек.
| 1962 | 1968 | 1975 | 1982 | 1990 | 1999 | 2005 | 2006 | 2010 | 2011 | 2012 |
| ---- | ---- | ---- | ---- | ---- | ---- | ---- | ---- | ---- | ---- | ---- |
| 1086 | 1492 | 1458 | 1723 | 2720 | 3628 | 4127 | 4194 | 4197 | 4253 | 4345 |

Динамика населения:

## Экономика
В 2010 году из 2696 человек трудоспособного возраста (от 15 до 64 лет) 1860 были экономически активными, 836 — неактивными (показатель активности 69,0 %, в 1999 году — 61,8 %). Из 1860 активных трудоспособных жителей работали 1597 человек (888 мужчин и 709 женщин), 263 числились безработными (142 мужчины и 121 женщина). Среди 836 трудоспособных неактивных граждан 226 были учениками либо студентами, 314 — пенсионерами, а ещё 296 — были неактивны в силу других причин.
На протяжении 2010 года в коммуне числилось 1728 облагаемых налогом домохозяйств, в которых проживало 4312,5 человек. При этом медиана доходов составила 18 053 евро на одного налогоплательщика.